# Elymus czilikensis
Elymus czilikensis là một loài thực vật có hoa trong họ Hòa thảo. Loài này được Tzvelev mô tả khoa học đầu tiên.